# توماس هبرلی
توماس هبرلی (آلمانی: Thomas Häberli؛ زادهٔ ۱۱ آوریل ۱۹۷۴) بازیکن سابق و مربی فوتبال اهل سوئیس است.
از باشگاه‌هایی که در آن بازی کرده‌است می‌توان به باشگاه فوتبال لوزان-اسپورت، باشگاه فوتبال بازل، و باشگاه ورزشی یانگ بویز برن اشاره کرد.
وی همچنین در تیم ملی فوتبال سوئیس بازی کرده‌است.